# José Leonardo Peña
José Leonardo Peña González (nacido en La Victoria, Estado Aragua, Venezuela, el 21 de febrero de 1977) es un salonista internacional de Venezuela en la disciplina del fútbol sala. Se desempeña en el terreno de juego como ala-pívot y su actual equipo es ASD Castelvecchio Briganti C5 (Italia).

## Clubes
| Club                         | País      | Año           |
| ---------------------------- | --------- | ------------- |
| A.S.D. Ariccia Colleferro    | Italia    | 2003-2009     |
| Trujillanos Futsal           | Venezuela | 2009-2010     |
| S.S. Lazio Calcio a 5        | Italia    | 2010-2011     |
| S.S.D. Civis Colleferro 1997 | Italia    | 2011-2012     |
| A.S.D Prato Rinaldo          | Italia    | 2012-2013     |
| Trujillanos Futsal           | Venezuela | 2013-2014     |
| Bucaneros de La Guaira FS    | Venezuela | 2014-presente |

## Palmarés
- Medalla de Bronce y Oro en los Juegos Nacionales Juveniles en Judenatru96
- Campeón de la Liga Andina con Águilas del Torbe
- Campeón de la liga superior con las furias de Caracas 1998
- Campeón de liga superior con Trujillanos futsal
- Campeón de la Merconorte con Pumas del Ávila
- Subcampeón con Pumas del Ávila en la Copa Libertadores
  - Subcampeón de la copa merconorte con Trujillanos futsal
- Campeón de la Copa Italia Regional de c1 con la Civis Colleferro
- Campeón de la Copa Italia Nacional con la Civis Colleferro

Torneo Superior de Futsal 2014 - Campeón Bucaneros 